# Francisco Assis Guimarães Treff
Francisco Assis Guimarães Treff, mais conhecido como Chicão, (Raposos, 14 de novembro de 1942) é um ex-futebolista brasileiro, que atuava como goleiro.
O primeiro clube de Chicão foi o DERAC. Em 1962, foi contratado pelo São Bento, onde atuou por vários anos. Em 1968, foi para o Palmeiras, que estava prestes a ter uma mudança no gol, já que Valdir de Moraes estava próximo da aposentadoria. Chicão chegou para disputar a posição com Neuri e Pérez e foi titular do Palmeiras em 1969, mas perdeu a posição para Emerson Leão, um dos maiores goleiros da história do futebol brasileiro. Ele saiu do clube no mesmo ano, tendo conquistado o Campeonato Brasileiro e o Troféu Ramón de Carranza de 1969. Em 1970, Chicão foi para o Náutico, e no ano seguinte voltou ao São Bento, encerrando a carreira no União Mogi em 1972. Atualmente, Chicão vive em São Paulo.

## Títulos
Palmeiras
- Campeonato Brasileiro: 1969
- Troféu Ramón de Carranza: 1969